# De agri cultura

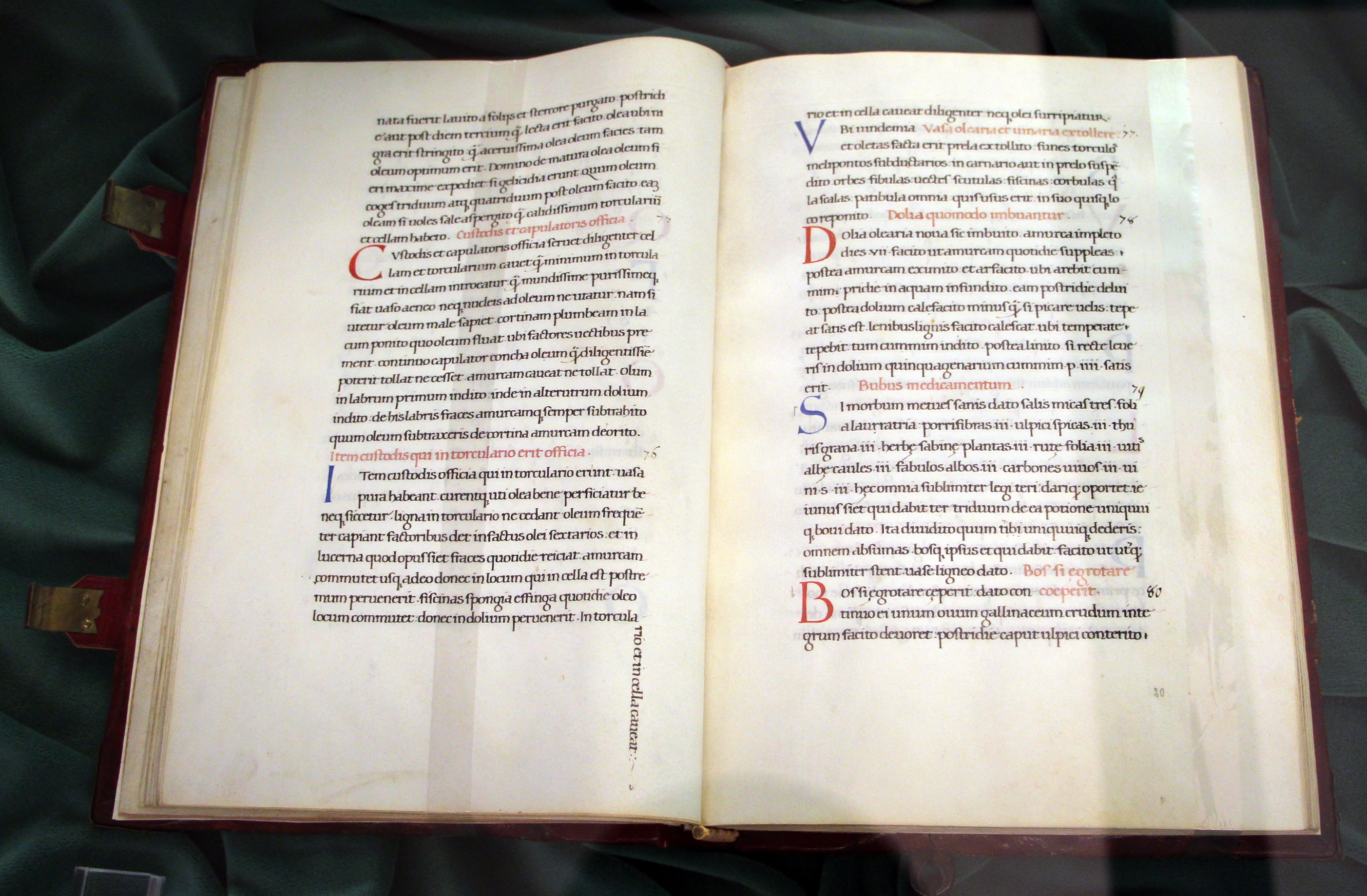
De agri cultura (Biblioteca Medicea Laurenziana, pluteo 51.2).

De agri cultura (Sobre la agricultura, literalmente "Sobre el cultivo del campo"), es un manual escrito por Catón el Viejo. Es la obra más antigua en prosa latina que se conserva y la única de Catón que ha sobrevivido intacta. Alexander Hugh McDonald, en su artículo para el Oxford Classical Dictionary, fechó la composición de este ensayo alrededor del año 160 a. C. y señaló que, a pesar de su carencia de estructura formal, sus detalles de antiguas costumbres y supersticiones, junto con su tono arcaico, estaba desde su propio conocimiento y experiencia, dirigido a una nueva agricultura capitalista”.
No se ocupa de la agricultura en su conjunto, sino principalmente del asesoramiento a un propietario de una finca mediana, basada en el trabajo esclavo, en Lacio o Campania, con el objetivo principal de la producción de vino y aceite de oliva. También incluye recetas, fórmulas religiosas y modelos de contratos.
Catón fue reverenciado por muchos autores posteriores por sus actitudes prácticas, su estoicismo natural y su prosa firme y lúcida. Plinio el Viejo lo cita frecuentemente, como por ejemplo, en su Naturalis Historia.

## Estilo
La obra de Catón es caracterizada a menudo como un cuaderno de notas de un agricultor, escrito de manera aleatoria. El libro parece no ser más que un manual de instrucciones destinado a amigos y vecinos. Su estilo directo, sin embargo, fue señalado por otros autores antiguos como Aulo Gelio como 'contundente y vigoroso', en un contexto de extrema sencillez. Quizás el principal logro de De agri cultura es su descripción de la vida rural durante la República romana.
Está considerada como innovadora , pero también como parte de un género griego ya conocido, con indicios del conocimiento tomado de la literatura técnica griega y basados en la propia experiencia, mientras que su estructura, en gran parte del tratado, refleja la infancia de la escritura en prosa romana.

## Defensa de la agricultura
En la introducción, Catón compara la agricultura con otras actividades comunes de esa época, específicamente con el comercio y la usura. Critica a las dos, la primera por los peligros y la incertidumbre que conlleva y la segunda, porque según las Doce Tablas, el usurero es juzgado como un criminal peor que un ladrón. Catón establece un fuerte contraste con la agricultura, a la que elogia como fuente de buenos ciudadanos y soldados, tanto por la riqueza que proporciona una agricultura exitosa como por sus altos valores morales.
De agri cultura contiene mucha información sobre la creación y el cuidado de los viñedos, además de información sobre los esclavos que ayudaban a mantenerlos. Después de que numerosos terratenientes de Roma leyeran la obra de Catón durante este tiempo, se comenzó a producir vino a gran escala. Como muchos de los nuevos viñedos tenían sesenta acres, debido a su gran tamaño, se necesitaron más esclavos para mantener la producción de vino sin problemas. Especifica también que una villa romana debería ubicarse cerca de buenas rutas de acceso y el vino y el aceite deberían almacenarse hasta que los precios fuesen más altos.

## Recetas
Una sección consta de recetas de productos agrícolas, incluyendo:
- Una imitación del vino de Coan (donde se añadía agua de mar al mosto)
- La primera receta registrada de vinum Graecum, imitando el estilo del vino griego, de sabor fuerte, que solía importarse a la Italia romana.
- Recetas para savillum, libum y placenta, pasteles similares al pastel de queso.[7]

## Rituales
Contiene una pequeña sección de rituales religiosos que deben realizar los agricultores. El lenguaje utilizado es claramente tradicional, algo más arcaico que el del resto del texto, y ha sido estudiado por Calvert Watkins.

## Manuscritos
Todos los manuscritos del tratado de Catón también incluyen una copia del ensayo de Varrón del mismo nombre. J.G. Schneider y Heinrich Keil demostraron que los manuscritos existentes descienden directa o indirectamente de un manuscrito perdido hace mucho tiempo llamado el Marcianus, que una vez estuvo en la Biblioteca Marciana de Venecia y que Piero Vettori (Petrus Victorinus) describió como liber antiquissimus et fidelissimus ('libro muy antiguo y fiel'). El manuscrito existente más antiguo es el Codex Parisinus 6842, escrito en Italia en algún momento anterior a finales del siglo XII. La editio princeps se imprimió en Venecia en 1472. El cotejo de Angelo Politian del Marcianus y la copia de esta primera impresión está considerado como un testimonio importante para el texto. En la Biblioteca Nacional de España en Madrid se conserva una edición de 1541 confeccionada en Venecia.